# Litops
Litops (živa stijena, kameni cvijet; lat. Lithops) je rod biljka koja raste u Južnoj i jugozapadnoj Africi. Često se nazivaju i kamene biljke. Patuljastog su rasta i uzgajivači ih rado sakupljaju u zbirke.
Ime roda Lithops dolazi iz grčkog i znači sličan kamenu. Svoj izgled i način života prilagodili su kamenu, i tijelo ove biljke podsjeća na kamen. Sastoji se od dva lista preklopljena jedan preko drugog, koji se otvore u trenutku cvjetanja kako bi propustili dugi pupoljak na kojem se otvori žuti ili bijeli cvijet. Zadatak ovih listova je i da čuvaju vodu pošto kiša u njezinom prirodnom staništu ne pada i po nekoliko mjeseci.
Živa stijena raste u kamenitim područjima i teže ju je uočiti.

## Opis
Lithops, (rod Litops ili kameni cvijet), ima oko 40 vrsta malih sukulentnih biljaka iz porodice čupavica (Aizoaceae), porijeklom iz južne Afrike. Biljke se općenito nalaze u stjenovitim sušnim područjima južne Angole, Bocvane, Namibije i Južne Afrike, a vjeruje se da njihov mali kameni izgled može služiti kao kamuflaža od biljojeda. Uzgajaju se diljem svijeta kao sobne biljke.
Biljke su praktički bez stabljike, zadebljali listovi su više ili manje zakopani u tlo, a vidljive su samo gornje površine. Tijekom svake kišne sezone izrastu dva lista i tvore mesnatu okruglastu strukturu koja je rasporena na vrhu. Jedan upečatljiv cvijet s brojnim laticama izrasta između proreza i daje plod u obliku kapsule. Svaki par listova zamijenjen je novim parom koji također izlazi između proreza, pri čemu se stariji listovi polako smežuraju s obje strane. “Živo kamenje” se širi bočno, a jedna biljka može imati izgled nekoliko pari kamenja. Boje biljaka variraju od sive i zelene do crvene i ljubičaste, ovisno o vrsti, a površine listova mogu biti glatke do šljunčane.

## Vrste
1. Lithops amicorum D.T.Cole
2. Lithops aucampiae L.Bolus
3. Lithops bella N.E.Br.
4. Lithops bromfieldii L.Bolus
5. Lithops coleorum S.A.Hammer & Uijs
6. Lithops comptonii L.Bolus
7. Lithops dendritica Nel
8. Lithops dinteri Schwantes
9. Lithops divergens L.Bolus
10. Lithops francisci (Dinter & Schwantes) N.E.Br.
11. Lithops fulviceps (N.E.Br.) N.E.Br.
12. Lithops glaudinae de Boer
13. Lithops gracilidelineata Dinter
14. Lithops hallii de Boer
15. Lithops helmutii L.Bolus
16. Lithops herrei L.Bolus
17. Lithops hookeri (A.Berger) Schwantes
18. Lithops julii (Dinter & Schwantes) N.E.Br.
19. Lithops karasmontana (Dinter & Schwantes) N.E.Br.
20. Lithops lesliei (N.E.Br.) N.E.Br.
21. Lithops localis (N.E.Br.) Schwantes
22. Lithops marmorata (N.E.Br.) N.E.Br.
23. Lithops meyeri L.Bolus
24. Lithops naureeniae D.T.Cole
25. Lithops olivacea L.Bolus
26. Lithops optica (Marloth) N.E.Br.
27. Lithops otzeniana Nel
28. Lithops pseudotruncatella (A.Berger) N.E.Br.
29. Lithops ruschiorum (Dinter & Schwantes) N.E.Br.
30. Lithops salicola L.Bolus
31. Lithops schwantesii Dinter
32. Lithops vallis-mariae (Dinter & Schwantes) N.E.Br.
33. Lithops verruculosa Nel
34. Lithops villetii L.Bolus
35. Lithops viridis H.A.Lückh.
36. Lithops werneri Schwantes & H.Jacobsen

## Uzgoj
Mnoge vrste se lako uzgajaju kako u tropskim tako i u drugim krajevima. Glavna sezona rasta su ljeto i jesen. U prirodi rastu na sunčanom položaju, ali dobro uspjevaju i u polusjeni pod staklom. Kako su to male biljčice,sade se u sasvim male lončiće, ali je bolje da se više biljaka posadi zajedno-u širu posudu-pa čak i nekoliko vrsta zajedno. Mješavina zemlje isto kao i Conophytum.

## Vanjske poveznice
- Osvajaju izgledom: Žive stijene su najslađi sukulenti koje ste ikad vidjeli